# Stany Zjednoczone Kolumbii
Stany Zjednoczone Kolumbii (hiszp. Estados Unidos de Colombia) – federacyjne, powstałe w wyniku przekształcenia Konfederacji Granady państwo istniejące w latach 1863–1886, obejmujące tereny obecnej Kolumbii i Panamy. W 1886 roku, wskutek zwycięskiej wojny domowej, Rafael Núñez na jego miejscu utworzył współczesną, unitarną Kolumbię.